# Việt Nam tại Đại hội Thể thao Sinh viên Mùa hè 2015
Việt Nam đã tham gia Đại hội Thể thao Sinh viên Mùa hè 2015, tại Gwangju, Hàn Quốc.

## Huy chương theo môn thể thao
| Môn       |           |           |           |           |
| Môn       | liên kết= | liên kết= | liên kết= | liên kết= |
| --------- | --------- | --------- | --------- | --------- |
| Taekwondo | 0         | 0         | 2         | 2         |
| Tổng      | 0         | 0         | 2         | 2         |

## Huy chương
| Huy chương | Vận động viên                                   | Môn thể thao | Nội dung            | Ngày      |
| ---------- | ----------------------------------------------- | ------------ | ------------------- | --------- |
| Đồng       | Lê Việt Nghĩa Lê Thanh Trung Nguyễn Thiên Phụng | Taekwondo    | Poomsae đội nam     | 8 tháng 7 |
| Đồng       | Nguyễn Thiên Phụng Châu Tuyết Vân               | Taekwondo    | Poomsae hỗn hợp đôi | 8 tháng 7 |